# Higher Than Heaven
Higher Than Heaven é o quinto álbum de estúdio da cantora e compositora inglesa Ellie Goulding, lançado em 7 de abril de 2023, através da Polydor Records. Higher Than Heaven gerou dois singles: "Easy Lover", lançado em 13 de julho de 2022, e "Let It Die", lançado em 19 de outubro de 2022.

## Lista de faixas
| Higher Than Heaven – Edição padrão |                                      |                                                                                                |                                |         |  |
| N.º                                | Título                               | Compositor(es)                                                                                 | Produtor(es)                   | Duração |  |
| 1.                                 | "Midnight Dreams"                    |                                                                                                |                                |         |  |
| 2.                                 | "Cure for Love"                      |                                                                                                |                                |         |  |
| 3.                                 | "By the End of the Night"            |                                                                                                |                                |         |  |
| 4.                                 | "Like a Saviour"                     |                                                                                                |                                |         |  |
| 5.                                 | "Love Goes On"                       |                                                                                                |                                |         |  |
| 6.                                 | "Easy Lover" (com part. de Big Sean) | Elena Goulding Gregory Kurstin Julia Michaels Sean Anderson                                    | Kurstin                        | 3:35    |  |
| 7.                                 | "Higher Than Heaven"                 |                                                                                                |                                |         |  |
| 8.                                 | "Let It Die"                         | Goulding Andrea Rocha Peter Rycroft Tom Mann                                                   | Lostboy                        | 2:46    |  |
| 9.                                 | "Waiting for It"                     |                                                                                                |                                |         |  |
| 10.                                | "Just for You"                       |                                                                                                |                                |         |  |
| 11.                                | "How Long"                           |                                                                                                |                                |         |  |
| 12.                                | "Temptation"                         |                                                                                                |                                |         |  |
| 13.                                | "Intuition"                          |                                                                                                |                                |         |  |
| 14.                                | "Tastes Like You"                    |                                                                                                |                                |         |  |
| 15.                                | "Better Man"                         |                                                                                                |                                |         |  |
| 16.                                | "All By Myself" (com Alok e Sigala)  | Goulding Alok Achkar Peres Petrillo Andrew Wells Anthony Rossomando Martin Gore OHYES Tom Mann | Alok OHYES Sigala Andrew Wells |         |  |